# Strömsholmen (Morjärv)
Strömsholmen is een relatief groot eiland in de Zweedse Kalixrivier. De rivier stroomt hier door het Morjärvträsket. Het eiland vormt de grens tussen het Morjärvträsket en het zuidelijker gelegen Kamlungeträsket. Strömsholmen ligt dwars op de stroming. Over het eiland is de infrastructuur tussen Morjärv en Övermorjärv aangelegd, bestaande uit een aantal wegen en een spoorwegtraject in dienst bij de Haparandalijn. Op het eiland zijn de reactiemogelijkheden aangelegd behorende bij Morjärv met bijvoorbeeld een camping. Links en rechts moet de stroming zich een weg banen door relatief nauwe doorgangen, zodat er stroomversnellingen zijn ontstaan. Het heeft een oppervlakte van ongeveer 15 hectare.